# Шимон Пилецки
Шимон Богуслав Пилецки (на полски: Szymon Bogusław Pilecki) е полски инженер, изследовател на самолети, пенсиониран полковник от полската армия и деец от етнорелигиозната общност караити. Председател на Управителния съвет на Караитския религиозен съюз на Полша (1974 – 2023).

## Биография
Роден е на 16 юли 1925 г. в Троки (дн. Тракай, Литва) във Втората полска република. Детството си прекарва в околностите на Вилна (дн. Вилнюс). Учи във Вилнюския университет (1944 – 1945) и Вроцлавския технологичен университет (1945 – 1951). През 1962 г. получава докторска степен по инженерство от Военната технологична академия. От 1951 до 1970 г. е служител във Военната технологична академия, а от 1970 г. е служител в Института по фундаментални проблеми на технологиите на Полската академия на науките. През 1989 г. получава академичното звание доцент, а през 1993 г. става професор. Специализирал е в изследването на твърди тела и процеси на разрушаване с помощта на акустични методи. Бил е и пилот на планер и самолет, както и скок с парашут.[ неясно? ] През 1982 г. под негово ръководство Феликс Реймунд получава докторска степен. Пенсионира се през 1995 г.
Той e активен деец на караитската общност, като довършва делото на Юзеф Сулимович при създаването на устава на Караитския религиозен съюз на Полша. През 1974 г. е избран за председател на управителния съвет на организацията, а през 2003 г. е преизбран. Има значителен принос за разширяването на караитското гробище във Варшава, като издейства финансова подкрепа за изграждането на ограда на гробището. По време на три от най-големите финансови скандали в Полша той губи спестяванията си.
Умира на 5 юни 2023 г. във Варшава. Погребан е в местното караитско гробище.